# HD 24626
HD 24626 (i Eridanus) é uma estrela na direção da Eridanus. Possui uma ascensão reta de 03h 53m 38.92s e uma declinação de −34° 43′ 56.3″. Sua magnitude aparente é igual a 5.11. Considerando sua distância de 355 anos-luz em relação à Terra, sua magnitude absoluta é igual a −0.07. Pertence à classe espectral B6/B7V.